# Choneiulus gallicus
Choneiulus gallicus är en mångfotingart som beskrevs av Henri W. Brölemann 1921. Choneiulus gallicus ingår i släktet Choneiulus och familjen pärlbandsfotingar. Inga underarter finns listade i Catalogue of Life.